# Chania (gmina)
Chania (gr. Δήμος Χανίων, Dimos Chanion) – gmina w Grecji, w administracji zdecentralizowanej Kreta, w regionie Kreta, w jednostce regionalnej Chania. Siedzibą gminy jest Chania. W 2011 roku liczyła 108 642 mieszkańców. Powstała 1 stycznia 2011 roku w wyniku połączenia dotychczasowych gmin: Chania, Elefterios Wenizelos, Teriso, Nea Kidonia, Suda, Akrotiri i Keramia.